# Sergej Samsonov
Sergej Viktorovič Samsonov (in russo Серге́й Ви́кторович Самсо́нов?; Mosca, 27 ottobre 1978) è un ex hockeista su ghiaccio russo.

## Biografia
Nel corso della sua carriera ha giocato con CSKA Mosca II (1994/95), CSKA Mosca (1994-1996), Detroit Vipers (1996/97), Boston Bruins (1997-2004, 2005/06), Dinamo Mosca (2004/05), Edmonton Oilers (2005/06), Montréal Canadiens (2006/07), Chicago Blackhawks (2007/08), Carolina Hurricanes (2007/08, 2008-2011), Rockford IceHogs (2007/08) e Florida Panthers (2010/11).
Ha ottenuto il Calder Memorial Trophy nel 1998.
Con la nazionale russa ha conquistato la medaglia di bronzo ai Giochi olimpici invernali di Salt Lake City 2002.